# Teresa Teng
Teresa Teng (en chino tradicional, 鄧麗君; en chino simplificado, 邓丽君; pinyin, Dèng Lìjūn; Wade-Giles, Teng Li-chun; pe̍h-ōe-jī, Tēng Lē-kun, japonés: テレサ・テン; Condado de Yunlin, Taiwán; 29 de enero de 1953 - Tailandia; 8 de mayo de 1995) fue una cantante pop de Taiwán. Reconocida mundialmente como "la eterna reina del pop de Asia ". Considerada un Icono cultural por sus contribuciones a Mandopop, dando origen a la famosa frase, "Dondequiera que haya gente china, está la música de Teresa Teng". Es Ampliamente considerada como la cantante asiática más influyente de la historia. Su voz y sus canciones son fácilmente reconocibles para los habitantes de países de Asia Oriental como Taiwán, China, Corea, Japón, Tailandia, Camboya, Vietnam, Malasia e Indonesia.

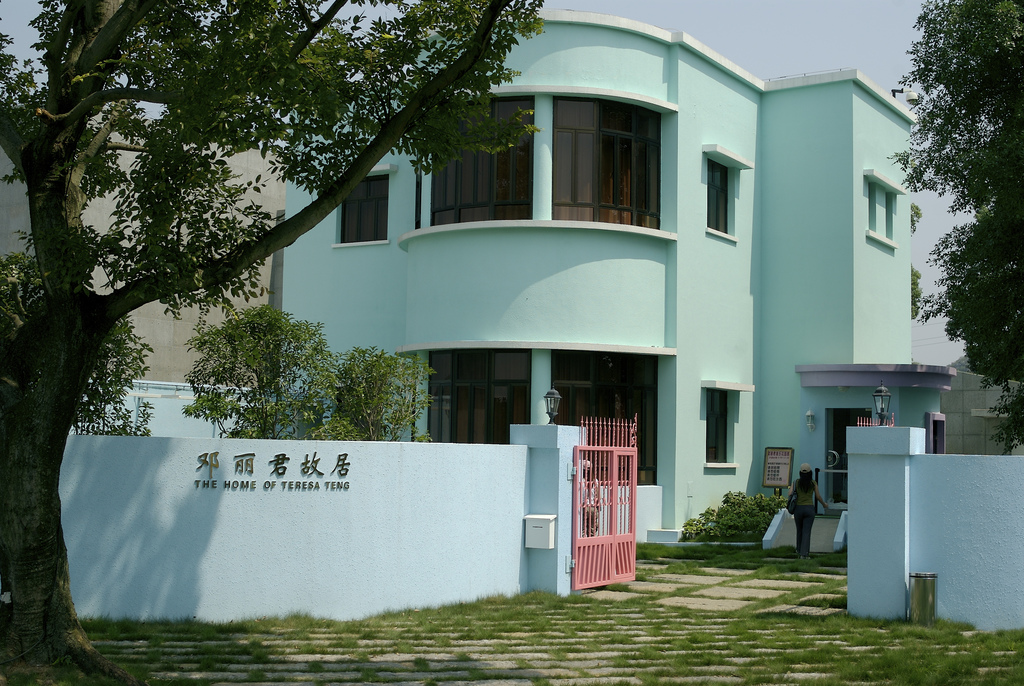
La casa de Teresa Teng en Hong Kong

Con una carrera de 30 años, Teng siguió siendo muy popular durante las décadas de 1970 y 1980; siguió siendo popular incluso hasta la primera mitad de la década de 1990, hasta su muerte en 1995. Teng era conocida como una artista patriótica cuyas poderosas baladas románticas y representaciones revolucionaron la cultura popular china durante las décadas de 1970 y 1980. A menudo se le atribuye el mérito de salvar la barrera cultural entre las naciones de habla china, y fue la primera artista en conectar Japón con gran parte del este y el sudeste de Asia, cantando canciones pop japonesas, muchas de las cuales fueron posteriormente traducidas al mandarín. Era conocida por sus canciones populares y baladas , como "¿Cuándo regresarás? "" As Sweet as Honey "y" The Moon Represents My Heart ".  Grabó canciones no sólo en mandarín  sino también en Hokkien ,  cantonés ,  japonés ,  indonesio Inglés e incluso una canción en italiano cuando solo tenía 14 años. También hablaba francés con fluidez. Hasta la fecha, sus canciones han sido versionadas por cientos de cantantes en todo el mundo.
Teng es ampliamente considerada como una de las figuras más exitosas e influyentes de la música asiática y la cultura pop Cultura pop de todos los tiempos, considerando su profundo y fuerte impacto en la escena musical asiática, particularmente en el mundo de habla china, donde su influencia va mucho más allá del círculo musical, para incluir tanto el ámbito político como el cultural; y donde su habilidad para cantar en varios idiomas la convirtió en un ícono en toda Asia que ayudó a que naciera la era del estrellato pop en toda la región que se convirtió en la norma actual. Según Billboard , Teng lanzó 25 álbumes durante los últimos 26 años de su carrera, vendiendo más de 22 millones de copias en todo el mundo, con otros 50-75 millones de copias pirateadas. El 8 de mayo de 1995, Teng murió de un ataque respiratorio severo mientras estaba de vacaciones en Tailandia a la edad de 42 años. Sigue siendo una heroína nacional y un símbolo de la unidad cultural de Taiwán , Hong Kong, China y las comunidades de habla china en todo el mundo.

## Biografía

### Inicios
Teresa Teng nació en Baojhong, Condado de Yunlin, Taiwán en una familia de China proveniente de la provincia de Hebei. Al igual que su abuela materna, María Chang (張守鑫), Teng creció como católica. Cuando era niña, a menudo pasaba el tiempo jugando en la iglesia católica de San José en Lujhou, donde recibió su bautismo.
Fue educada en la escuela de niñas Ginling. Siendo joven, Teresa Teng ganó en concursos de talento debido a su canto. Su primer premio de importancia lo obtuvo en 1964 cuando cantó "Visitando Yingtai" de la película "The Love Eterne" (梁山伯與祝英臺) de los Shaw Brothers, en un evento organizado por la Broadcasting Corporation of China. En poco tiempo estuvo en condiciones de mantener a su familia como cantante. El crecimiento de la industria manufacturera en Taiwán durante la década de 1960 facilitó el acceso de la población a las grabaciones musicales. Con el consentimiento de su padre, Teresa Teng abandonó sus estudios para dedicarse a su carrera de cantante profesional.
Teng es conocida por sus canciones de música folclórica y por sus baladas románticas. Algunas como: "Goodbye my love" (再見我的愛人), "¿Cuándo volverás?" (何日君再來) y "La luna representa mi corazón" (月亮代表我的心), o también "Tian mi mi" (甜蜜蜜), se convirtieron en clásicos durante su vida. Teng grabó canciones no solo en su chino mandarín nativo, sino también en taiwanés, cantonés, japonés, vietnamita, indonesio e inglés.

### Muerte
Teresa Teng, quien sufrió de asma durante su vida, murió en 1995 a los 42 años debido a un ataque respiratorio mientras pasaba sus vacaciones en Tailandia.
Con su muerte, se fue una  de las voces más privilegiadas del oriente, su pérdida conmovió a muchos países en el mundo, ya que era una representante de Taiwán que cautivó los corazones no solo de Asia, sino también del occidente y del mundo.